# Diocèse d'Arras
Le diocèse d'Arras (en latin : Dioecesis Atrebatensis) est un diocèse de l'Église catholique en France. Il a été érigé au VIe siècle. C'est un diocèse historique de l'Artois. Depuis 1801, il couvre le département du Pas-de-Calais. Depuis 1853, les évêques diocésains d'Arras relèvent le titre d'évêque de Boulogne et celui d'évêque de Saint-Omer. Depuis 2020, Olivier Leborgne est l'évêque diocésain d'Arras. Depuis 2002, le diocèse est suffragant de l'archidiocèse métropolitain de Lille.
Son église cathédrale est la cathédrale Notre-Dame-et-Saint-Vaast d'Arras.

## Histoire
En 499, Clovis, ayant rattaché la ville d'Arras (en latin : Nemetacum) de la provinciae romaniae Belgica secunda à son royaume des Francs, Remi de Reims, archevêque de la province ecclésiastique de Reims érige l'archidiaconé d'Arras en diocèse. Remi nomme Vaast d'Arras (Gaston) évêque du diocèse d'Arras, qui est devenu le saint patron du diocèse.
En 510, Clovis fait exécuter Ragnacaire, roi de Cambrai, dans la ville du Mans. Cambrai est rattachée au royaume des Francs de Clovis. Remi rattache l'archidiaconé d'Arras au diocèse de Cambrai et nomme Vaast d'Arras évêque du diocèse de Cambrai, qui y transforme l'église Notre-Dame de Cambrais en cathédrale en 525. Vaast évangélise plusieurs vallées irriguées par des affluents de l'Escaut : Scarpe, Clarence, Haute-Deûle, la Haine et meurt à Arras le 6 février 540. Son second successeur, Védulphe, obtient le transfert du siège du diocèse à Cambrai au concile de Berny (580).
C'est en 1094, au cours de la querelle des Investitures, que l'ancien diocèse d'Arras, uni pendant longtemps à celui de Cambrai, en fut séparé et considéré comme un ressort distinct. Le roi de France et le comte de Flandre avaient tous deux intérêt à se débarrasser de l'ingérence d'un évêque allemand.
On voit dès le XIe siècle deux archidiaconés au sein du diocèse d'Arras : celui d'Arras et celui de l'Ostrevent. Les pouillés qui y ont été publiés ne remontent pas au-delà du XVIIe siècle ; ils renseignent douze doyennés :
- archidiaconé d'Arras : doyennés d'Arras, Aubigny, Bapaume, La Bassée, Béthune, Houdain, Lens, Pas, Croisilles (créé après 1648) ;
- archidiaconé d'Ostrevent : doyennés de Douai, Hénin-Liétard, Valenciennes[5].

À partir du 12 mai 1559 (réorganisation religieuse des Pays-Bas espagnols), il fait partie de la nouvelle province ecclésiastique de Cambrai.
Le 29 novembre 1801 (concordat), les diocèses de Boulogne-sur-Mer et de Saint-Omer sont supprimés. Une partie du territoire de ces diocèses (contenant également l'ancien siège épiscopal de Thérouanne) est jointe au diocèse d'Arras, afin que celui-ci corresponde au département du Pas-de-Calais. Le 23 novembre 1853, le diocèse d'Arras devient officiellement le diocèse d'Arras-Boulogne-Saint-Omer. À partir du 30 mars 2008, il devient suffragant de Lille.
En janvier 2009, l'ancien siège épiscopal de Thérouanne, situé sur le territoire diocésain, est restauré en tant que siège titulaire.

## Évêques originaires du diocèse d'Arras
- Robert Wattebled, évêque émérite de Nîmes
- Jean-Claude Boulanger, évêque émérite de Bayeux
- Jacques Noyer, évêque émérite d'Amiens
- Géry Leuliet, évêque émérite d'Amiens

## Structure
Historiquement, il comprend :
- trois archidiaconnés (donc trois cathédrales) à Arras, Boulogne-sur-Mer et Saint-Omer ;
- un millier d'églises regroupées en une centaine de paroisses nouvelles ;
- trois maisons diocésaines à Arras (Maison Saint-Vaast), Wardrecques (Maison de l'Ave Maria) et Condette (Maison des Tourelles).

Le diocèse d'Arras compte 84 paroisses réparties en 11 doyennés :
- Doyenneté d'Artois : Notre Dame en Cité (Arras), Sainte Thérèse (Sainte-Catherine), Notre Dame des Blancs Monts (Arras/Dainville), Notre Dame de Pentecôte (Beaurains), Notre Dame du Val de Scarpe (Vitry-en-Artois), Saint Vaast des Vallées de Scarpe et Sensée, Saint Benoît Labre en Artois (Vimy), Sainte Marie de l'Assomption (Avesnes-le-Comte), Notre Dame de l'Espérance en Artois (Rivière), Notre Dame des Tours (Maroeuil), Saint-Martin en Artois (Pas-en-Artois), Notre Dame de Pitié du Pays de Bapaume (Bapaume), Notre Dame du Bois de l'Arrouaise (Barastre), Espérance et Joie des Plaines de Bucquoy (Bucquoy), Les Quatre Evangélistes de l'Artois Sud, Christ Roi du Val de Sensée (Marquion), Christ Sauveur (Bourlon), Saint Kilien en Aubignois (Aubigny-en-Artois)

- Doyenné de la Gohelle : Bienheureux Marcel Callo en Mines, Saint Jean XXIII d'Avion, Sainte Thérèse en Liévinois, Notre Dame des Collines d'Artois, Saint Vincent de Bully en Gohelle, Saint François d'Assise de Lens, Saint Pierre et Saint Paul de Wingles, Sainte Claire en Héninois, Saint Joseph en Haute Deule, Bienheureux Marcel Callo, Saints Pierre et Paul aux Portes du Nord, Mission Polonaise Lens

- Doyenné de Béthune-Bruay : Saint Pierre et Saint Martin en Artois, Saints Pierre et Paul en Bruaysis, Saint Jean des Monts, Notre Dame de la Clarence en Auchellois, Sainte Anne en Artois, Notre Dame en Béthunois, Saint Eloi en Béthunois, Sainte Trinité sous Roquelaure, Sainte Famille en Bas Pays, Notre Dame de l'Alliance

- Doyenné du pays de la Lys : Saints Lugle et Luglien en Lillerois, Pays de Saint Benoît Labre, Les Quatre Evangélistes de Thérouanne, Saint Jean XXIII, Paroisse Saint François d'Assise (Arras)|Saint François d'Assise, Notre Dame Panetière, Notre Dame du Rosaire, Sainte Anne, Notre Dame de Saint Amour, Notre Dame de l'Annonciation

- Doyenné des sept vallée et Ternois : St Martin St Vaast en Canche Authie (Frévent), Notre Dame en Hesdinois (Hesdin), Notre Dame des Campagnes (Campagne-les-Hesdin), Notre Dame des Vallées (Beaurainville), Saint Paul en Ternois (Saint-Pol-sur-Ternoise), Notre Dame des Vallées de Canche et Ternoise, Les 4 Evangélistes du Ternois (Pernes-en-Artois), Saint Pierre Saint Paul de Fruges (Fruges), Notre Dame des Sources

- Doyenné de Beck-Montreuil : Saint Pierre du Val d'Authie, Saint Martin de la Baie d'Authie, Saint Josse en Montreuillois, Sainte Famille en Terre d'Opale, Saint Benoit Labre des Val de Course & Canche, Notre Dame de Foy

- Doyenné de Moirinie : Notre Dame du Haut Pays, Saint Jean Baptiste en Pays Lumbrois, Saint Pierre sur l'Aa, Saint Benoît en Morinie, Sainte Mère Térèsa en Morinie

- Doyenné du Boulonnais : Notre Dame des Ardents en Boulonnais, Saint Wulmer entre Liane et Canche, Notre-Dame-de-la-Paix, Saint Pierre en Boulonnais, Saint Martin en Boulonnais, Sainte Marie, étoile de la mer, Saint Paul en Boulonnais, Saint Jean du Wimereux, Saint Martin en Pays de Marquise, Notre Dame des Flots

- Doyenné du Calaisis : , Notre Dame aux Sources de la Hem, Saint Martin au Pays des Sources, Saint Martin en Pays d'Audruicq, Saint Bertin des Plaines de l'Oye, Notre Dame en Ardrésis, Saint François d'Assise, Pentecôte - Blanc Nez, La Sainte Famille, Saint Vincent de Paul en Calaisis